# Otolelus testaceus
Otolelus testaceus là một loài bọ cánh cứng trong họ Aderidae. Loài này được Kolenati miêu tả khoa học năm 1846.